# Lacus Lenitatis

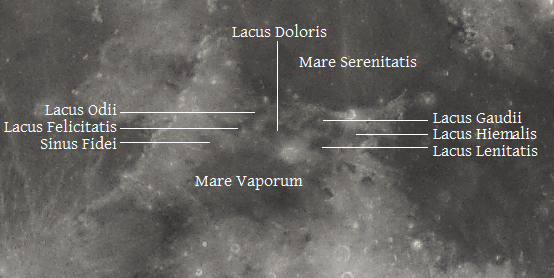
Localització del Lacus Lenitatis a l'interior de la Terra Nivium

El Lacus Lenitatis (en llatí, "Llac de suavitat") és un petit mar lunar situat en la Terra Nivium. El seu centre està localitzat en les coordenades selenográficas 14.0° Nord, 12.0° Est i el seu diàmetre envolupant és d'uns 80 km. A el est limita amb el Lacus Hiemalis, al nord apareix el Lacus Gaudii, i en el seu flanc sud es troba la Mare Vaporum.

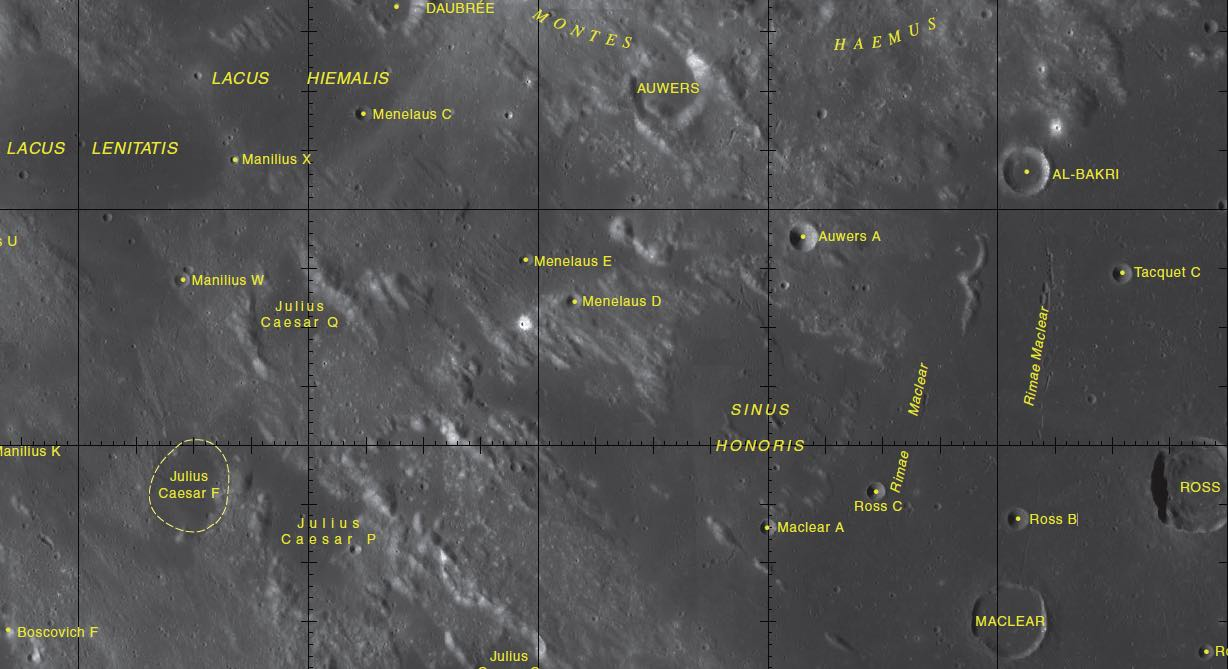
Entorn del Lacus Lenitatis

Cap cràter principal està localitzat a l'interior del llac, encara que sí alguns cràters satèl·lit, com Manilius O, Manilius W i Manilius X. El nom del llac va ser adoptat per la Unió Astronòmica Internacional en 1976.